# Spathiphyllum montanum
Spathiphyllum montanum ist eine Pflanzenart aus der Familie der Aronstabgewächse (Araceae). Sie wächst als ausdauernde krautige Pflanze und ist in Bergwäldern von Costa Rica und Panama heimisch.

## Beschreibung

### Vegetative Merkmale
Spathiphyllum montanum ist eine ausdauernde krautige Pflanze mit kurzem Rhizom. Sie führt keinen Milchsaft. Die zweizeilig am Rhizom stehenden Blätter sind 22,5–52(–80) cm lang gestielt. Der Blattstiel ist unten auf etwa (37–)60–80 Prozent seiner Länge scheidenartig entwickelt und weist an seinem oberen Ende eine Verdickung (Geniculum) auf, die bei Bedarf als Gelenk dient. Die einfachen und ungeteilten, ganzrandigen Blattspreiten sind elliptisch bis länglich-lanzettlich oder eilanzettlich und am Grund keilig oder selten fast gestutzt. Sie sind ungefähr 22–35(–53) cm lang und 8,5–16(–25) cm breit. Die Blattspreiten besitzen beiderseits jeweils 12–25(–28) Seitennerven erster Ordnung und parallel dazu weitere dazwischenliegende schwächere Seitennerven.

### Generative Merkmale
Der einzeln stehende, kolbige Blütenstand ist etwa 15,5–61,5(–119) cm lang gestielt. Die weit offene Spatha ist zur Blütezeit weiß mit grünem Mittelnerv, wird dann später zur Gänze grün und bleibt auch nach der Blüte erhalten. Sie ist ungefähr 12–22(–25) cm lang und 4–6,6(–8,7) cm breit, hat eine elliptische bis schmal eiförmige oder verkehrteifömige Form und läuft (2,5–)3,9–7,8 cm weit am Blütenstandsstiel herab. Der einheitlich mit zwittrigen Blüten besetzte Blütenkolben ist ungefähr 2,4–4,5(–10) cm lang, hat etwa 7–12(–18) mm Durchmesser und ist in der Spatha fast ungestielt oder bis etwa 0,7(–1,2) cm lang gestielt.
Die meist sechs grünen Perigonblätter sind nicht miteinander verwachsen. Es sind meist sechs freie Staubblätter vorhanden. Der weißliche Stempel überragt mit seinem konischen Griffel die Blütenhülle um ungefähr 0,5–2,5(–4,5) mm. Der oberständige, meist dreifächerige Fruchtknoten besitzt eine zentralwinkelständige Plazenta. Die Früchte sind Beeren, die in reifem Zustand weiß sind.
Die Pflanzen können fast zu jeder Jahreszeit blühen.

## Verbreitung und Lebensraum
Die Art kommt in den Gebirgen Mittelamerikas vor, von der Cordillera de Guanacaste im Nordwesten von Costa Rica bis in die Provinz Coclé im Zentrum von Panama.
Spathiphyllum montanum wächst in Bergregenwäldern bis hinauf in die Nebelwälder, ausnahmsweise auch im Tieflandsregenwald. Die Art kommt in etwa (10–)1100–2050 m Seehöhe vor.

## Taxonomie
Pflanzen dieser Art wurden 1960 in der bisher letzten Gesamtrevision der Gattung durch George S. Bunting ausdrücklich als unterschiedlich angesprochen, aber in Erwartung von zusätzlichen Aufsammlungen vorläufig als Hochlagenform zu Spathiphyllum wendlandii gestellt. Im Jahr 1976 wurden diese Pflanzen dann von Richard A. Baker mit Bezugnahme auf diese Revision und auf der Basis einer Aufsammlung, die er selbst gemeinsam mit William Carl Burger im Jahr 1975 gemacht hatte, als Spathiphyllum wendlandii subsp. montanum formal beschrieben. Im Jahr 1997 wurde dieses schließlich von Michael H. Grayum zur eigenständigen Art erhoben. Der Typusfundort liegt in ungefähr 1500 m Seehöhe bei Monteverde in der Cordillera de Tilarán im Nordwesten von Costa Rica. Von Spathiphyllum wendlandii unterscheidet sich die Art durch kürzere Blattscheiden, die das Geniculum nicht erreichen, sowie durch kleinere Blätter. Spathiphyllum wendlandii und Spathiphyllum montanum werden innerhalb der Gattung zur Sektion Spathiphyllum gestellt.

## Etymologie
Das Artepitheton montanum (lat. Berg-) bezieht sich auf das Vorkommen dieser Art in Bergwäldern. Der Gattungsname Spathiphyllum setzt sich aus Spatha, der Bezeichnung für das auffällige Hochblatt, das den Blütenstand der Aronstabgewächse begleitet, und dem altgriechischen Wort φύλλον (phýllon, dt. Blatt) zusammen. Der Name bezieht sich darauf, dass sich bei dieser Gattung die Spatha weniger stark von Laubblättern unterscheidet, als das sonst bei Aronstabgewächsen üblich ist.